# Liste stillgelegter Eisenbahnstrecken in Norwegen
Diese Liste stillgelegter Eisenbahnstrecken in Norwegen enthält neben Staatsbahnstrecken und Privatbahnen eine Auswahl stillgelegter Industrieanschlüsse.
Aufgeführt sind zudem Museums- und Draisinenbahnen, wenn diese auf den für den öffentlichen Verkehr stillgelegten Strecken betrieben werden.

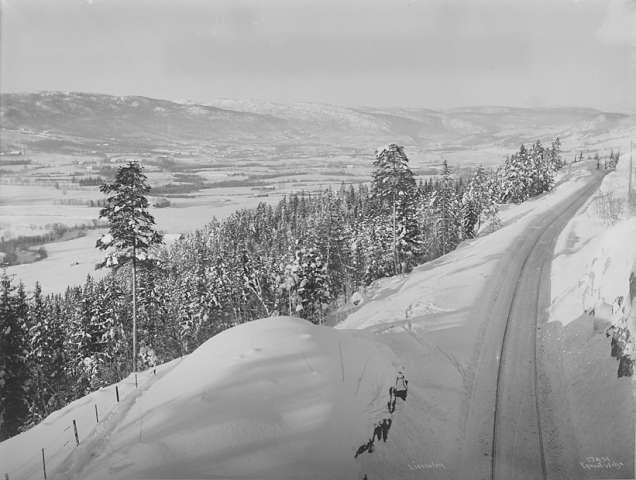
Ursprüngliche Drammenbanen bei Gullaug mit Blick auf Lierdalen

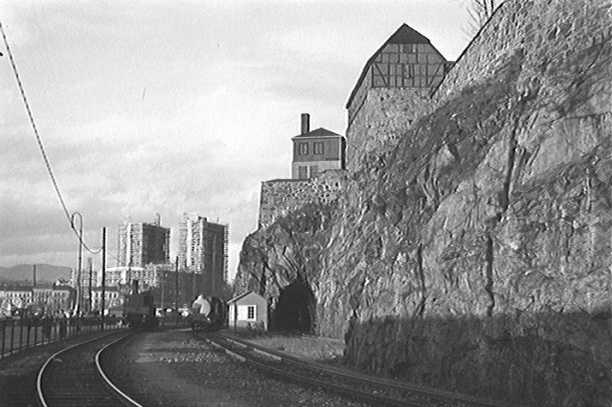
Havnebanen und Festung Akershus

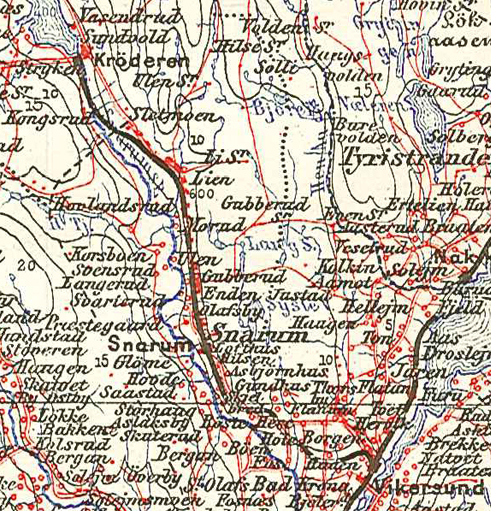
Karte der Krøderbane

| Strecke                       | Zustand                                                             | Eröffnung           | Stilllegung | Fylke(r)           | zwischen     | zwischen               | Länge   |
| ----------------------------- | ------------------------------------------------------------------- | ------------------- | ----------- | ------------------ | ------------ | ---------------------- | ------- |
| Selsbakk–Kalvskinnet          | stillgelegt                                                         | 1864                | 1884        | Trøndelag          | Selsbakk     | Throndhjem-Kalvskinnet | 4,8 km  |
| Bergen gamle st–Minde         | stillgelegt                                                         | 1883                | 1913        | Vestland           | Bergen       | Minde                  | 3,3 km  |
| Nesttun–Os                    | stillgelegt                                                         | 1894                | 1935        | Vestland           | Nesttun      | Os                     | 26,3 km |
| Lierbanen                     | stillgelegt                                                         | 1904                | 1937        | Buskerud           | Lier         | Svangstrand            | 20,6 km |
| Tønsberg–Eidsfossbanen        | stillgelegt                                                         | 1901                | 1938        | Vestfold           | Tønsberg     | Eidsfoss               | 48,0 km |
| Holmestrand–Hvittingfossbanen | stillgelegt                                                         | 1902                | 1938        | Vestfold           | Holmestrand  | Hvittingfoss           | 24,4 km |
| Lillesand–Flaksvandbanen      | stillgelegt                                                         | 1896                | 1953        | Agder              | Lillesand    | Flaksvatn              | 16,6 km |
| Røykenvikbanen                | stillgelegt                                                         | 1900                | 1957        | Innlandet          | Jaren        | Røykenvik              | 6,7 km  |
| Sperillbanen                  | stillgelegt                                                         | 1926                | 1957        | Buskerud           | Hen          | Sperillen              | 23,9 km |
| Urskog-Hølandsbanen           | stillgelegt                                                         | 1896/1898/1903      | 1960        | Akershus           | Sørumsand    | Skulerud               | 56,8 km |
| Grimstadbanen                 | stillgelegt                                                         | 1907                | 1961        | Agder              | Grimstad     | Rise                   | 22,1 km |
| Grovane–Byglandsfjord         | stillgelegt; Grovane–Røyknes 2004 als Museumsbahn wieder eröffnet   | 1896                | 1962        | Agder              | Grovane      | Byglandsfjord          | 58,4 km |
| Nesttun–Tunestveit            | Personenverkehr stillgelegt                                         | 1883                | 1964        | Vestland           | Nesttun      | Tunestveit             | 23,2 km |
| Askim–Solbergfoss             | stillgelegt                                                         | 1918                | 1965        | Østfold            | Askim        | Solbergfoss            | 7,9 km  |
| Bergen–Nesttun                | Personenverkehr stillgelegt                                         | 1883                | 1965        | Vestland           | Bergen       | Nesttun                | 9,8 km  |
| Vestmarkabanen                | stillgelegt                                                         | 1918                | 1965        | Innlandet          | Skotterud    | Vestmarka              | 14,3 km |
| Simonstad–Treungen            | stillgelegt                                                         | 1910/1913           | 1967        | Agder              | Simonstad    | Treungen               | 46,4 km |
| Sulitjelmabanen               | stillgelegt                                                         | 1892/1915/1957      | 1972        | Nordland           | Finneid      | Lomi                   | 54,0 km |
| Spikkestad–Brakerøya          | verlegt/stillgelegt                                                 | 1872                | 1973        | Akershus, Buskerud | Spikkestad   | Brakerøya              | 14,1 km |
| Thamshavnbanen                | stillgelegt; seit 1982 Museumsbetrieb zwischen Bårdshaug und Løkken | 1908/1910           | 1974        | Trøndelag          | Thamshavn    | Løkken                 | 25,3 km |
| Namsosbanen                   | Personenverkehr eingestellt                                         | 1933                | 1978        | Trøndelag          | Grong        | Namsos                 | 51,5 km |
| Minde–Midttun                 | stillgelegt                                                         | 1883                | 1980        | Vestland           | Minde        | Midttun                | 1,2 km  |
| Havnebanen                    | stillgelegt, durch Oslotunnel ersetzt                               | 1907                | 1980        | Oslo               | Loenga       | Filipstad              | 3,7 km  |
| Randsfjordbanen, nördl. Teil  | stillgelegt                                                         | 1868                | 1981        | Innlandet          | Bergermoen   | Randsfjord             | 2,2 km  |
| Brevikbanen, südl. Teil       | stillgelegt                                                         | 1891                | 1985        | Telemark           | Ørvik        | Brevik                 | 1,1 km  |
| Krøderbanen                   | stillgelegt, seit 1095 Museumsbahn                                  | 1872                | 1985        | Buskerud           | Vikersund    | Krøderen               | 26,4 km |
| Palmafoss–Granvin             | stillgelegt                                                         | 1935                | 1988        | Vestland           | Palmafoss    | Granvin                | 24,1 km |
| Kragerøbanen                  | stillgelegt                                                         | 1927                | 1989        | Telemark           | Neslandsvatn | Kragerø                | 26,6 km |
| Skreiabanen                   | stillgelegt                                                         | 1902                | 1988        | Innlandet          | Reinsvoll    | Skreia                 | 22,0 km |
| Ålgårdbanen                   | stillgelegt                                                         | 1924                | 1988        | Rogaland           | Ålgård       | Ganddal                | 22,0 km |
| Numedalsbanen                 | Personenverkehr eingestellt                                         | 1927                | 1989        | Buskerud           | Kongsberg    | Rødberg                | 92,8 km |
| Eikonrød–Skien G              | ohne Verkehr                                                        | 1882                | 1991        | Telemark           | Eikonrød     | Skien G                | 1,9 km  |
| Flekkefjordbanen              | stillgelegt                                                         | 1904                | 1991        | Agder              | Sira         | Flekkefjord            | 17,1 km |
| Valdresbanen                  | teilweise stillgelegt                                               | 1902/1903/1905/1906 | 1999        | Innlandet          | Eina         | Fagernes               | 22,0 km |
| Tunestveit–Midttun            | Güterverkehr stillgelegt                                            | 1883                | 2001        | Vestland           | Tunestveit   | Midttun                | 21,7 km |
| Hortenlinjen                  | stillgelegt                                                         | 1881                | 2002        | Vestfold           | Skoppum      | Horten                 | 7,0 km  |

## Industrie- und größere Anschlussbahnen

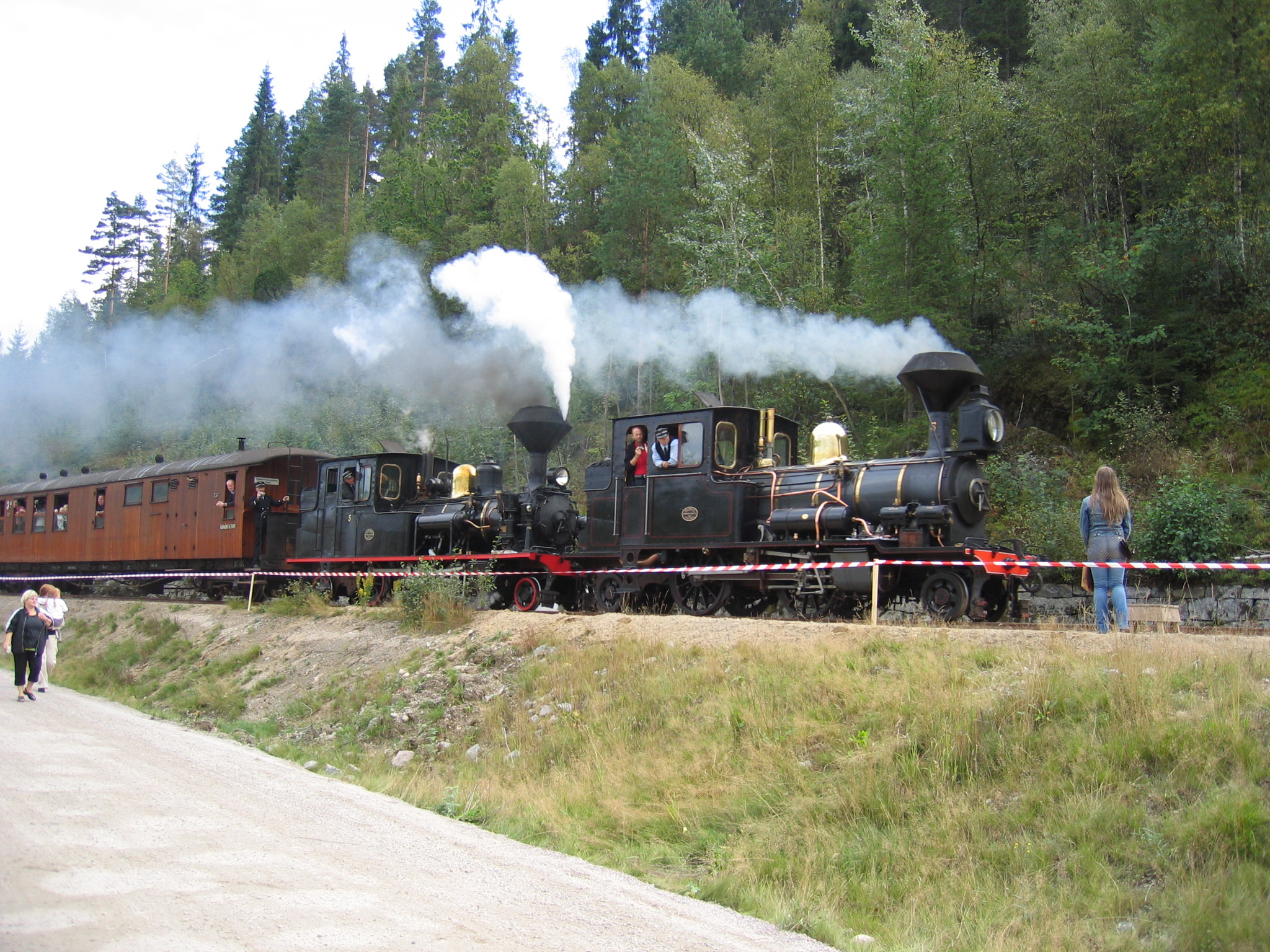
Zwei Lokomotiven im Bahnhof Røyknes auf der Setesdalsbane (2004)

- Grasmobanen – Pferdebahn in Eidskog
- Bergerlinna – Pferdebahn vom Bahnhof Dal nach Berger Bruk (am Hurdalssjøen)
- Bahnstrecke Østmorksaga–Fjellhamar (für Holztransporte Fjellhammer–Losby Verk, 1861 bis etwa 1930/1935. 1942 wurden die Schienen entfernt.)
- Hafslundbanen – Hafslund–Sundløkka, Sarpsborg, (1898–1974)
- Ilsvikbanen – Skansen/Stavne–Fagervika (Industrieanschlüsse)
- Hauerseter–Gardermobanen (Hauerseter–Gardermoen) (Anschlussgleis zum Flughafen)
- Ny-Ålesundsbanen – Ny-Ålesund

## Museumsbahnen
- Krøderbanen – Gesamtstrecke Vikersund–Krøderen
- Setesdalsbanen – Streckenabschnitt Grovane–Røyknes
- Urskog–Hølandsbanen – Streckenabschnitt Sørumsand–Fossum
- Thamshavnbanen –  Bårdshaug–Løkken
- Rjukanbanen – kein regelmäßiger Verkehr
- Gamle Vossebanen – Museumsbetrieb auf dem Streckenabschnitt Tunestveit–Garnes–Midttun der ursprünglichen Vossebane
- Lommedalsbanen – Neubau als Museumsbahn mit 600 mm Spurweite

## Draisinenbahnen
- Flekkefjordbanen (Abschnitt Flekkefjord–Bakkekleivi hp)
- Teile der Valdresbane
- Teile der Namsosbane
- Numedalsbanen von Veggli nach Norden